# Monumental Celestino Graça
La Monumental Celestino Graça es la plaza de toros de Santarém.
La plaza debe su nombre a Celestino Graça, conocido como impulsor de la Feria del Ribatejo. Es propiedad de la Santa Casa de la Misericordia de Santarém, que organiza corridas de toros en la ciudad de Santarém por lo menos desde 1825.
Diseñada por el arquitecto Pedro Cid, que ofertó el proyecto a la Santa Casa, la plaza comenzó a ser construida a 10 de enero de 1964, siendo inaugurada el 7 de junio del mismo año. Con ocasión de su inauguración, se realizó una corrida «a la antigua portuguesa», que contó con la presencia del entonces Presidente de la República, el almirante Américo Tomás y su esposa. Se lidiaron se ocho toros, pertenecientes a las ganaderías de José Infante da Câmara, Oliveiras Irmãos, Joaquim Lima Monteiro, Herdeiros de Paulino da Cunha e Silva, João Gregório, Manuel João Coimbra Barbosa, José da Silva Lico y Dr. Fernando Salgueiro. Integraron el cartel el Dr. Fernando Salgueiro, Manuel Conde, Clemente Espadanal, José Athayde, Pedro Louceiro, David Ribeiro Telles, José Mestre Baptista y José Maldonado Cortes. Participaron los forcados amadores de Santarém y Montemor. Con un aforo de cerca de 13000 espectadores, la Celestino Graça es la mayor plaza de toros de Portugal.